# Dalbobron
Dalbobron är en bro i Vänersborg. Den är öppningsbar och 568 meter lång, har 15,5 meter segelfri höjd. Bron öppnades år 1963.
Bron korsar trafikkanalen som är anslutningen mellan Vänersborgsviken och Vassbotten. Innan dess användes en svängbro i lägre nivå alldeles söder om nuvarande bro. På 1800-talet gick båttrafiken i Gamla hamnkanalen bredvid centrum. Vid dagens Dalbobro fanns en träbro över sumpområdet, och det finns information från 1600- och 1700-talen att den förstördes/skadades i stormar några gånger.
Fram till 1991 gick riksvägen (1945–62 rikshuvudväg 7 och 1962–91 riksväg 45) över bron.
Vid ett underhållsarbetet på Dalbobron under sensommaren 2011 användes Trafikverkets färja Linea som tillfällig pontonbro över Trollhätte kanal.
I närheten ligger bland annat Dalaborgsparken och Café Skogshyddan.

## Historia

### De första broarna
Det första omnämnandet av en bro vid området är från Vänersborgs grundande vid 1644, då den beskrevs som "den långa bryggan över Huvudnäs sund mellan Västergötland och Dal". I mitten av 1700-talet räknas den vara cirka 2000 fot – alltså cirka 700 meter – lång, men gick då huvudsakligen över land. Vid Vänersborgs västra tullport började bron med en vindbrygga, som en del av stadens försvarsanläggning. Staden Vänersborg hade rätt att ta brotull av de som färdades över bron, men de resande fick själva sköta att lägga ned pengarna i en låda vid ena brostolpen.
Brons västra landfäste, mot Dal, låg ursprungligen något längre norrut än den nuvarande bron. I slutet av 1773 slog en stor våg sönder den då delvis stenförstärkta Dalbobron och när svallvågen drog sig tillbaka spolade den med sig stora mängder av det sandlager som bron stod på. Vänerns vattenyta vid Vänersborg skall vid tillfället ha stigit cirka tre meter över det normala. Åren efter detta fick trafiken gå på en provisorisk träbro, med stöd av småbåtar och färjor, vilket fungerade otillfredsställande och var särskilt opålitligt vid blåsigt väder.

### 1790-talets bro
Den nya Dalbobron stod färdig 1790, efter förhandlingar mellan de södra dalsländska häradena, Väne härad och Vänersborgs stad om vem som skulle stå för underhållskostnaderna, vilket inte löstes förrän Göta hovrätt blandats in 1785. Denna bro vilade på tre kraftiga men glest utplacerade stenkistor, och vid högvatten var bron fortfarande utsatt; vid storm kunde stycken av stenskoningen spolas bort och riskerna för detta minskade först efter att området fått vågbrytare på 1910-talet.

### Svängbron från 1913
Under 1910-talet skulle Trollhätte kanal utvidgas, vilket tvingade fram en ny brolösning vid Dalbobron, en olikarmad svängbro som togs i bruk 1913. Den var 60 meter lång och hade en körbredd på 4,5 meter med ytterligare en meters gångbana vid sidan. Bron var elektrifierad och öppning och stängning tog ungefär en och en halv minut. Snart hade trafiken intensifierats, och på 1930-talet började man diskutera att bygga en högbro som skulle minska antalet broöppningar då fler båtar kunde köra under bron utan att den behövde öppnas. Bron enkelriktades med ljussignaler efter att den tyngre landsvägstrafiken hade gjort det riskabelt för tunga fordon att mötas ute på bron, och trafikanter fick vänta inte bara vid broöppning utan också på att det skulle bli dags att köra i deras riktning.

### Klaffbron 1963
Den nuvarande bron invigdes i december 1963. Entrepenör var Skånska Cementgjuteriet. Den östtyska firman M. A. N. levererade broklaffen och andra järnkonstruktioner. Den totala kostnaden för den nya bron blev cirka 12 miljoner kronor i dåvarande penningvärde. Den hade då Europas näst högsta broklaff, och körbanan hade breddats till 18 meter och körfälten utvidgats till fyra istället för ett. I och med att bron sträcker sig 19 meter över vattnet lyckades man mellan 1962 och 1966 minska antalet broöppningar om året från cirka 9 000 till cirka 4 000.

### Gamla hamnkanalen
Över segelrännan vid den gamla hamnkanalen i Vänersborg låg fram till 1840-talet en balansbro som med ett system av bågformiga träbjälkar kunde öppnas för att låta fartyg passera. Den ersattes av en järnbro, med ett kuggsystem som vevades för hand, som var i bruk till 1873 när man installerade en svängbro, som försvann 1945. Residensbron och Järnvägsbron gjordes då fasta, sedan fartygstrafiken genom den gamla hamnkanalen avlysts.

## Galleri

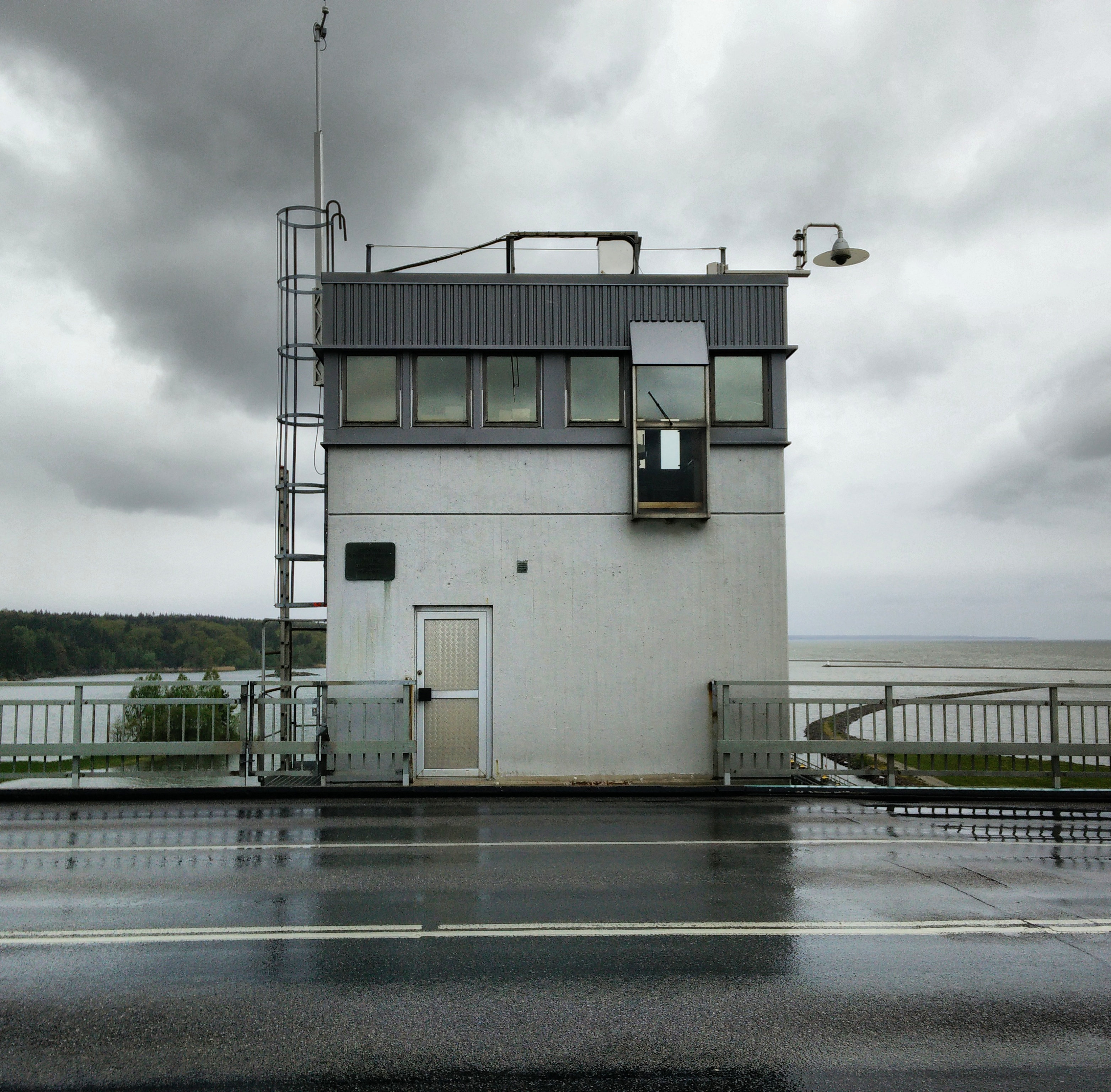
Det gamla brovaktshuset.
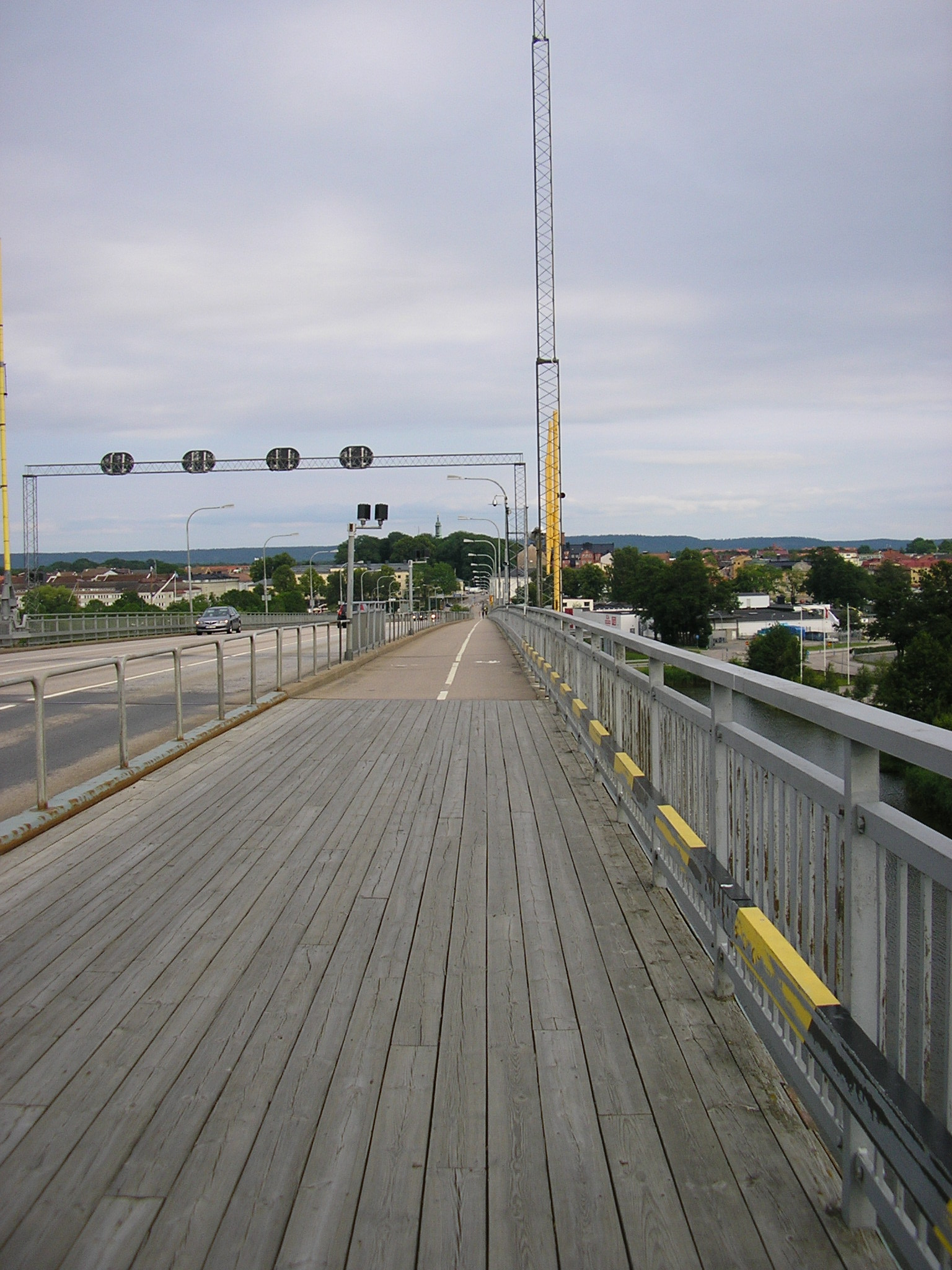
Utsikt ned längs Dalbobron mot centrala Vänersborg.
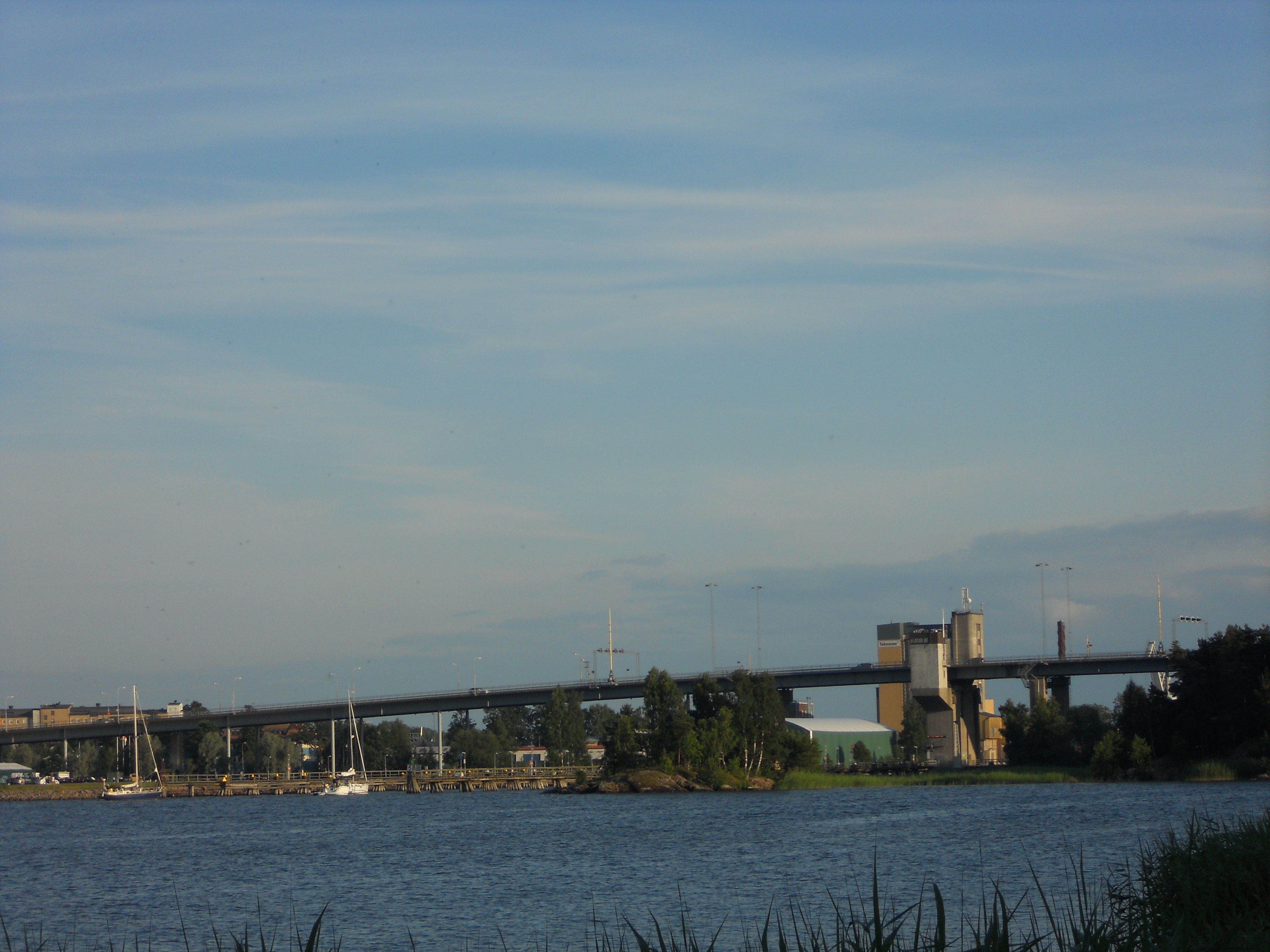
Dalbobron sedd från Vänerhållet.
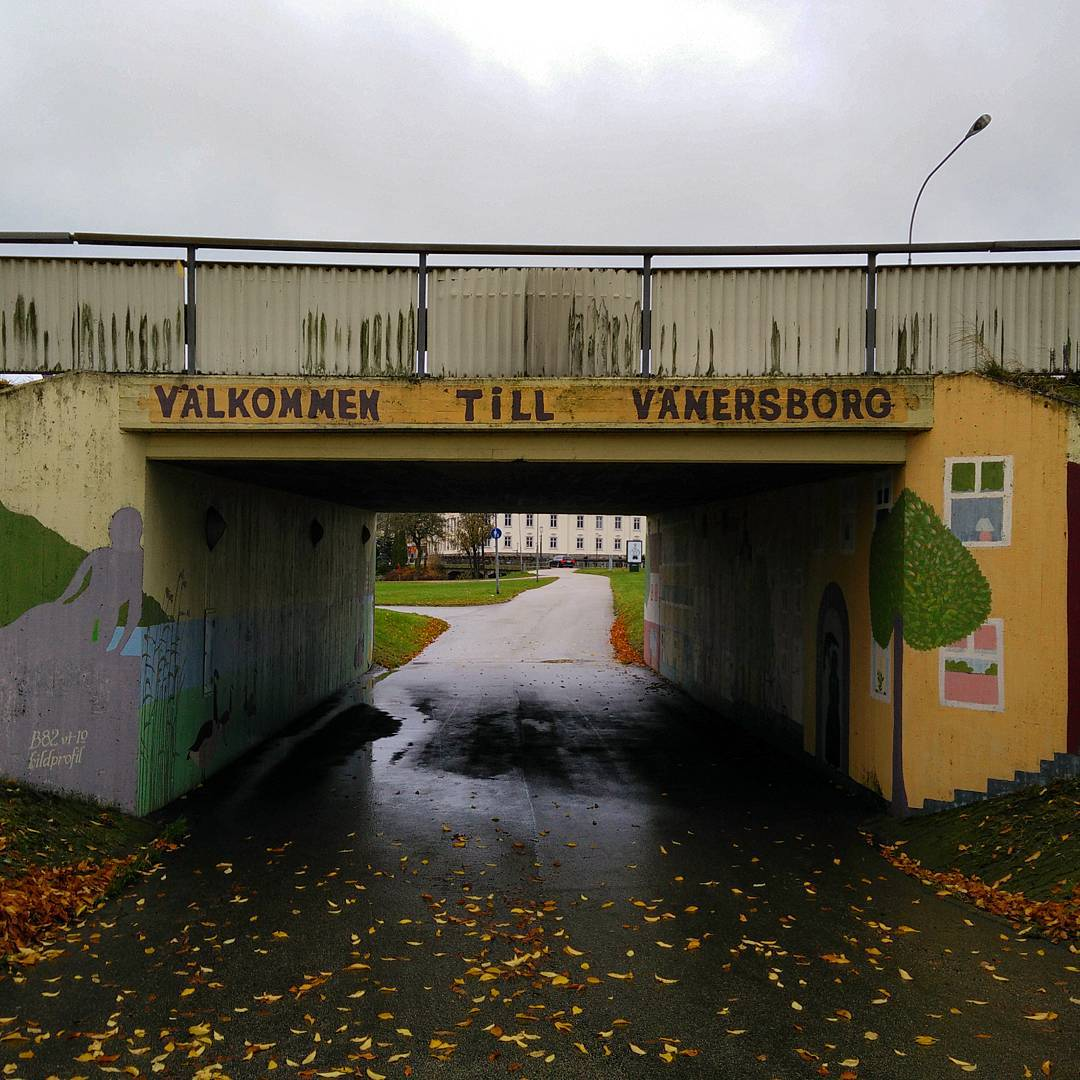
Parkeringen vid Dalbobron.
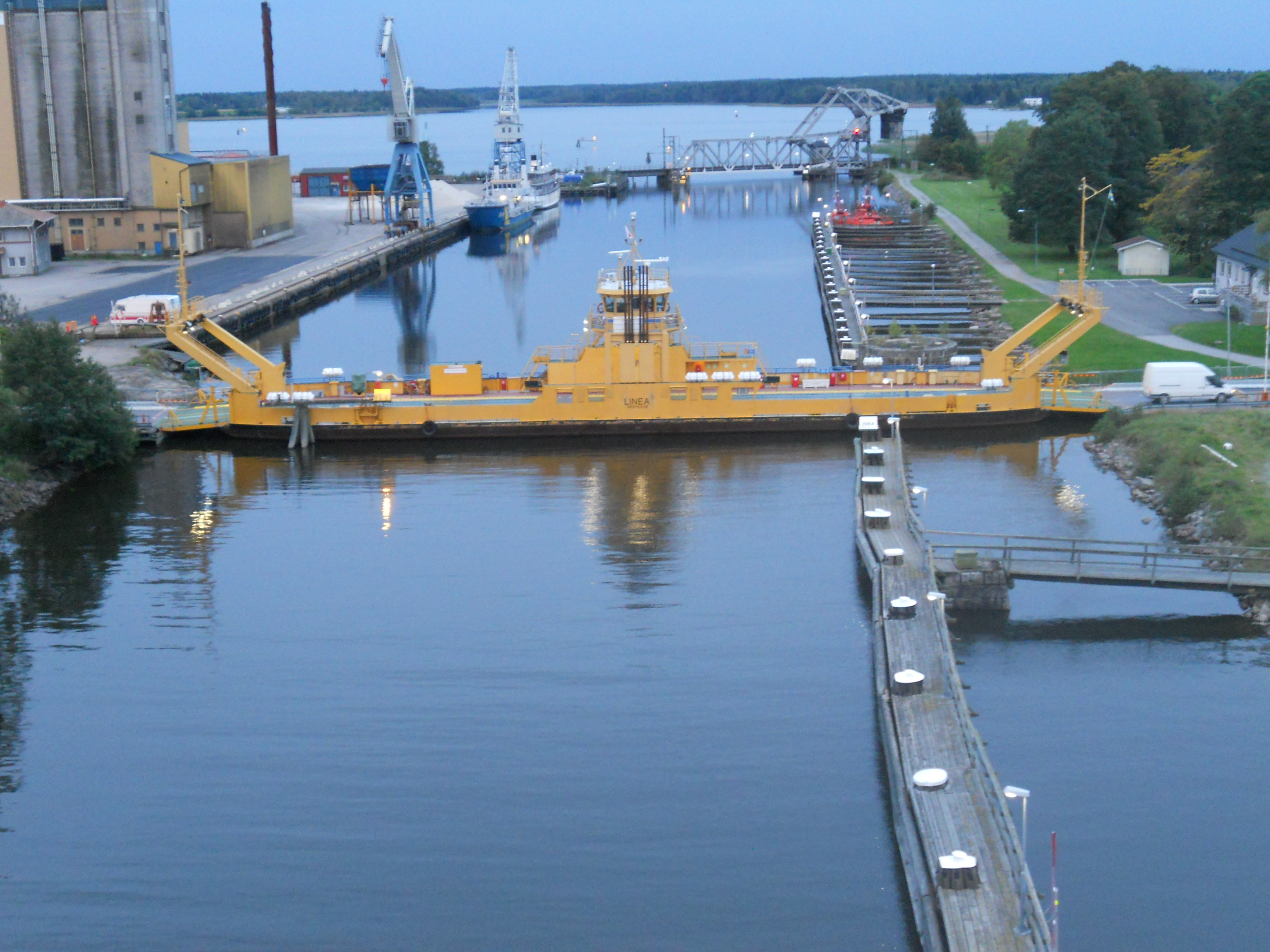
Färjan Line som tillfällig pontonbro
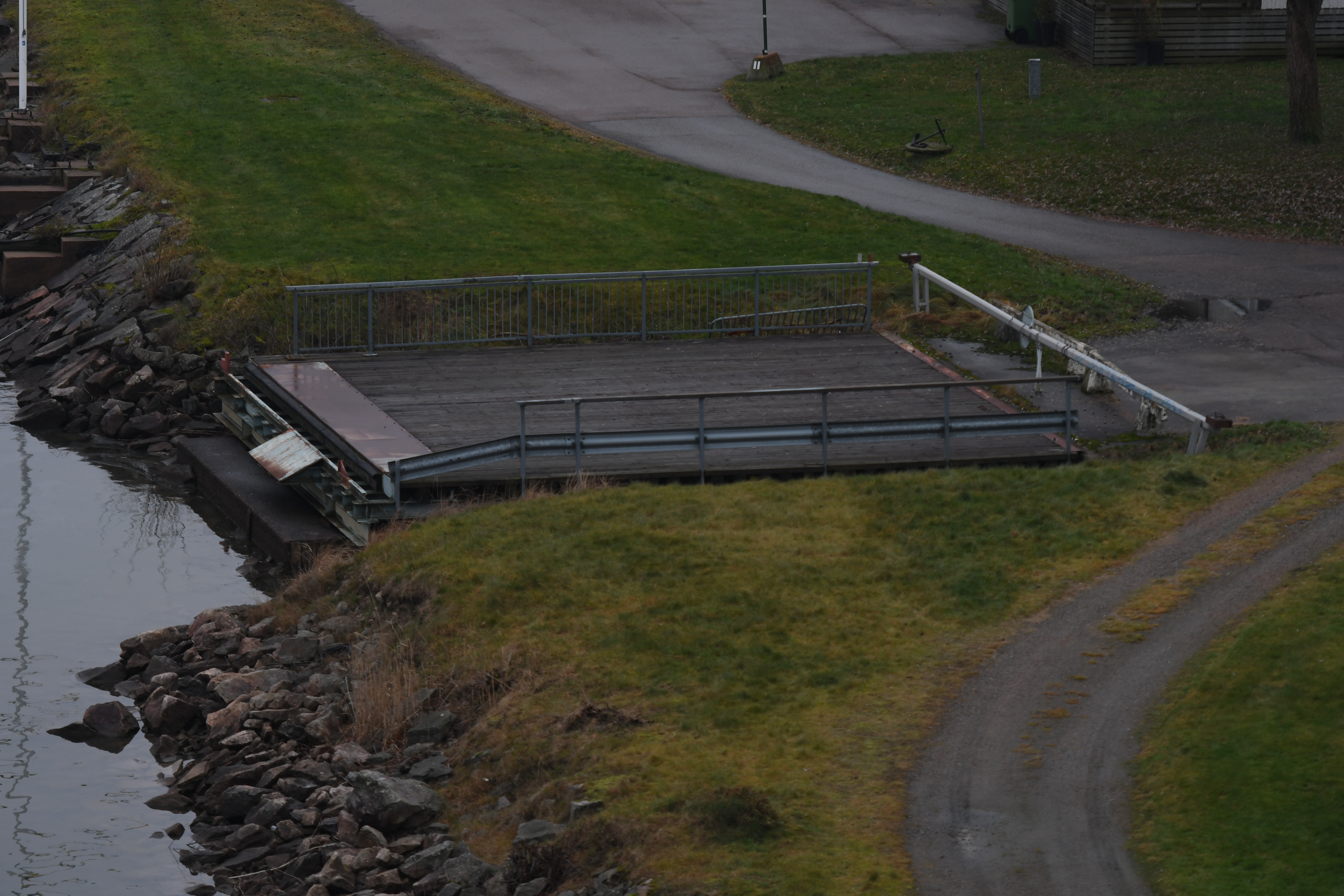
Det tillfällig färjeläget